# Goodbye (Pooh)
Goodbye è il secondo disco live dei Pooh uscito nel 1987.

## Il disco
Registrato dal vivo durante la tournée celebrativa (nelle tappe del concerto di Milano al Pala Trussardi) dei vent'anni del gruppo e dell'album Giorni infiniti, comprende 40 brani in scaletta.
Dalle sessioni di registrazione, per esigenze di spazio sono state escluse alcune esibizioni, come quella di Parsifal, eseguita per intero come nei precedenti tour, e che era già stata inclusa per intero anche nel doppio disco live di Palasport e di C'est difficile mais c'est la vie, inclusa nell'album Giorni infiniti.
Trovano spazio, oltre alle canzoni tradizionali del gruppo, anche i brani degli anni sessanta, riproposti nel conclusivo medley tematico, rinfoltito di brani rispetto al medley dei tour precedenti. I Pooh si ritrovano a cantare così Buonanotte Penny, Mary Ann , Nel buio , che mai erano state eseguite dal vivo, Stefano interpreta Tutto alle tre, lato B del 45 giri di Tanta voglia di lei, affidato nel '71 alla voce grezza di Valerio Negrini. Il medley si conclude sulle note della coda strumentale di Opera prima.
La grande quantità di brani presenti fa sì che all'uscita l'album si distingua per essere composto da un cofanetto contenente 3 Lp, ognuno col vinile di colore diverso nelle varie tonalità del grigio (anche l'edizione in cassetta consta di tre supporti). Il cd è invece doppio. Insieme ai Pooh suona un complesso di fiati, i Declam, che rivestono di nuove sonorità le melodie del gruppo e danno la possibilità di riproporre vecchi brani come Se sai, se puoi, se vuoi in cui i fiati avevano un ruolo di primo piano.
Nella successiva tournée, destinata alla promozione del disco Goodbye, i Pooh aggiungono in scaletta due brani inediti, assaggio dell'album che uscirà da lì a qualche mese, Il colore dei pensieri. I brani sono Per te domani, che Roby dedica alla nascita del suo quarto figlio, Roberto, e Tu dov'eri, interpretata dai quattro con solo accompagnamento di pianoforte.

## Formazione
- Roby Facchinetti - voce, pianoforte, tastiera
- Dodi Battaglia - voce, chitarra
- Stefano D'Orazio - voce, batteria, percussioni
- Red Canzian - voce, basso

## Collaboratori
- I Declam - fiati.

## Tracce
Disco 1
Lato A
1. Giorni infiniti (Facchinetti - Negrini)
2. Un posto come te (Facchinetti - Negrini)
3. La mia donna (Facchinetti - Negrini)
4. Venti (Battaglia - Negrini)

Lato B
1. Non si può rifare il mondo in due (Facchinetti - Negrini)
2. Lettera da Berlino Est (Canzian - Facchinetti - D'Orazio)
3. Risveglio (Strumentale) (Facchinetti)
4. Rotolando respirando (Facchinetti - Negrini)
5. Stella del sud (Canzian - D'Orazio)

Disco 2
Lato A
1. Terry B. (Facchinetti - Negrini)
2. Cosa dici di me (Facchinetti - Negrini)
3. Se sai se puoi se vuoi (Facchinetti - Negrini)
4. In diretta nel vento (Battaglia - Negrini)
5. La Gabbia (Strumentale) (Facchinetti)
6. Grandi speranze (Facchinetti - Negrini)

Lato B
1. L'altra parte del cielo (Facchinetti - Negrini)
2. Amori e dintorni (Canzian - D'Orazio)
3. Incredibilmente giù (Facchinetti - Negrini)
4. Quando una lei va via (Facchinetti - Negrini)
5. Pierre (Facchinetti - Negrini)
6. Dammi solo un minuto (Facchinetti - Negrini)
7. Ci penserò domani (Battaglia - Negrini)
8. Mediterraneo (Strumentale) (Facchinetti - Battaglia)
9. Anni senza fiato (Facchinetti - Negrini)

Disco 3
Lato A
1. Asia non Asia (Facchinetti - Negrini)
2. Non siamo in pericolo (Facchinetti - Negrini)
3. Se c'è un posto nel tuo cuore (Canzian - D'Orazio)
4. Se nasco un'altra volta (Facchinetti - Negrini)

Lato B
1. Vieni fuori (Keep on running) (Edwards - Negrini)
2. Nel buio (I looked in the mirror) (Morrison - Negrini)
3. Piccola Katy (Facchinetti - Negrini)
4. Buona notte Penny (Facchinetti - Negrini)
5. In silenzio (Facchinetti - Negrini)
6. Mary Ann (Facchinetti - Negrini)
7. Tanta voglia di lei (Facchinetti - Negrini)
8. Tutto alle tre (Facchinetti - Negrini)
9. Pensiero (Facchinetti - Negrini)
10. Opera prima (Facchinetti - Negrini)
11. Goodbye (Facchinetti - D'Orazio)
12. Ancora tra un anno (Facchinetti - Negrini)